# J'ai peur
Singles de François Feldman
Petit Frank
(1990) Le Serpent qui danse
(1991)
Pistes de Une présence
Les Valses de Vienne
(2)
J'ai peur est une chanson de François Feldman interprétée en duo avec Joniece Jamison, parue sur l'album Une présence en 1989. Elle est ensuite sortie en single en janvier 1991. C'est le cinquième et dernier single de l'album. La chanson est écrite par Jean-Marie Moreau et composée par François Feldman.
J'ai peur est le deuxième single de François Feldman avec la collaboration de la chanteuse américaine Joniece Jamison, après Joue pas qui est sorti en 1989 en tant que premier single de Une présence.

## Liste des titres
| 1. | J'ai peur                         | Jean-Marie Moreau | François Feldman | 3:40 |
| 2. | J'ai peur (version instrumentale) | Jean-Marie Moreau | François Feldman | 3:50 |

| A.  | J'ai peur (12" Version)           | Jean-Marie Moreau | François Feldman | 6:45 |
| B1. | J'ai peur (version instrumentale) | Jean-Marie Moreau | François Feldman | 6:05 |

| 1. | J'ai peur (12" Version)  | Jean-Marie Moreau | François Feldman | 6:45 |
| 2. | J'ai peur (Instrumental) | Jean-Marie Moreau | François Feldman | 6:05 |
| 3. | J'ai peur (7" Version)   | Jean-Marie Moreau | François Feldman | 3:40 |

## Accueil commercial
En France, J'ai peur s'est classé durant dix-neuf semaines dans le Top 50, de février à juin 1991, soit cinq mois consécutifs. Il est entré directement en 41e position et progresse jusqu'à atteindre la 7e position durant la cinquième semaine.

## Classements et certifications
| Classement (1991)             | Meilleure position |
| ----------------------------- | ------------------ |
| France (SNEP)                 | 7                  |
| Québec (Palmarès francophone) | 14                 |

| Classement (1991) | Position |
| ----------------- | -------- |
| France (SNEP)     | 34       |

## Historique de sortie
| Pays      | Date         | Format        | Label               |
| --------- | ------------ | ------------- | ------------------- |
| France,   | janvier 1991 | 45 tours      | Big Bang, Phonogram |
| France,   | janvier 1991 | maxi 45 tours | Big Bang, Phonogram |
| France,   | janvier 1991 | CD single     | Big Bang, Phonogram |
| Allemagne | 1991         | Metronome     |                     |
| Allemagne | 1991         | Metronome     | 45 tours            |
| Allemagne | 1991         | Metronome     | maxi 45 tours       |